# Le Code noir (opéra)
Pour les articles homonymes, voir Code noir.
Le Code Noir est un opéra-comique en trois actes de Louis Clapisson sur un livret d’Eugène Scribe créé le 9 juin 1842 à Paris. L'œuvre s'inspire de la nouvelle « Les épaves » de Fanny Reybaud publiée en 1838.

## Personnages
- Donatien, jeune officier de marine
- Marquis de Feuquière, gouverneur de la Martinique
- Gabrielle, sa femme
- Zamba (« la capresse »), mère de Donatien
- Zoé, esclave
- Palème, esclave affranchi
- Parquet Denambuc, riche colon, oncle de Gabrielle
- Mathieu, commandeur

## Argument
Donatien, enfant adopté devenu officier de marine, se rend en Martinique à la recherche de ses origines où il est vendu aux enchères comme esclave avec sa mère Zamba au profit du gouverneur sous le régime du Code noir.
Cette partition se démarque par son inventivité tant mélodique qu'orchestrale à commencer par l'ouverture dont l'introduction est d'un beau caractère. On y remarque également dans l'Allegro un chant de clarinette plein de mélancolie.
À l'acte 1, la romance « du mancenillier » chantée par Zoé s'enchaîne très rapidement avec un duo (Zoé, Gabrielle), lequel évolue en trio de sopranes plein de grace et de fraicheur avec l'entrée de Zamba. Suit le quatuor qui finit en quintette, dans lequel intervient d'une façon très dramatiquement musicale : C'est lui! d'un bel effet.
L'acte 2 débute par un bal chez le gouverneur d'une singulière beauté mêlant menuet et airs créoles. On peut citer également comme mélodie pure et large, la romance de Gabrielle, Cet inconnu dont la pensée.
L'acte 3 se situe sur la place de Saint-Pierre à la Martinique, où se prépare d'abord et se déroule ensuite la vente des esclaves, la scène des enchères donnant lieu à un ensemble singulier, dans lequel se croisent les interventions des participants. Cet acte contient l'air de bravoure de Donatien Non, vous n'aurez pas cet esclave.
Dans cette partition, Clapisson confie notamment au personnage de Zamba des airs remarquables telle, à l'acte 1, son entrée (avec boutique portative) : « achetez, gentilles créoles mes parures et mes rubans », teintée de couleur locale, ou encore sa prière très poignante à la vierge Marie à l'acte 2 « c'est encore un bonheur de mourir pour mon fils …. Vierge Marie toi que je prie », qui n'est pas sans évoquer, par son dramatisme et sa beauté mélodique, l'air « il faut partir » de La Fille du régiment de Donizetti (Paris, 1840)[réf. nécessaire].
La partition se conclut avec la libération de Donatien sur un chœur plein de panache : « Guidés par l'espérance, embarquons nous gaîment, Au rivage de France, le bonheur nous attend ! ».

## Réalisation et réception
Cet opéra a contribué à une prise de conscience ayant mené à l’abolition de l’esclavage six ans après sa création. L'œuvre, tombée dans l’oubli, est recréée par Jérôme Correas et Les Paladins en novembre 2019. Les Paladins a ressuscité l'œuvre en version quasi intégrale, incluant les dialogues parlés.
Le 10 mai 2025, à l'occasion de la Journée nationale des mémoires de la traite et de l'esclavage et de leurs abolitions, la soprano Marie-Claude Bottius` publie sur les plateformes musicales l'air La Prière de Zamba, qui n'avait jamais été enregistré depuis la création de l'opéra. Le même jour, elle interprète cet air dans le Jardin du Luxembourg, devant la sculpture commémorative Le Cri, l'Écrit, dans le cadre de la cérémonie présidée par le président du Sénat, puis dans la maison de Victor Schœlcher à Houilles.